# Кравцов, Денис Викторович
Денис Викторович Кравцов (18 марта 1990, Улан-Удэ, Бурятская АССР, РСФСР, СССР) — российский футболист, полузащитник.

## Клубная карьера
Родился в Улан-Удэ . Воспитанник московской ФШМ. Взрослую футбольную карьеру начал в 2006 году в дубле московского «Торпедо». В начале 2008 года перебрался в «Амкар», но и в основе пермского клуба сыграть не удалось. Выступал за дублирующий состав команды и в «Амкаре-2» в любительском чемпионате России. В начале 2011 года переехал в Украину, где стал игроком «Металлиста». В футболке первой команды харьковского клуба так и не дебютировал, провёл 2 поединка и отличился двумя голами в молодёжном чемпионате Украины.
В начале 2011 года переехал в Молдавию, где усилил «Сфынтул Георге». В футболке сурученского клуба дебютировал 21 февраля 2011 в ничейном (1:1) домашнем поединке 23-го тура Суперлиги Молдовы против тираспольского «Шерифа». Денис вышел на поле на 86-й минуте, заменив Дмитрия Кривого. Единственным голом за «Сфынтул Георге» отличился 23 апреля 2011 на 85-й минуте победного (2:0) домашнего поединка Суперлиги против «Костулены». Кравцов вышел на поле на 59-й минуте, заменив Кристиана Камачо. . Во второй половине сезона 2010/11 годов выходил на поле в 14-ти матчах Суперлиги, в которых отличился одним голом.
В начале 2013 года вернулся в Россию, выступал за клубы Второго дивизиона «Амур-2010» (Благовещенск) и «Подолье» (Подольский округ, Москва). В конце карьеры играл в клубах по любительскому чемпионату России «Чайка» (Королёв), «Олимпик» (Мытищи) и «Сергиев Посад».